# George de Galles
George de Galles (George Alexander Louis), né le 22 juillet 2013 à Londres, est un membre de la famille royale britannique. Prince du Royaume-Uni, il est le premier enfant du prince William et de son épouse Catherine Middleton et le frère aîné de Charlotte et de Louis.
Petit-fils du roi Charles III, le prince George est deuxième dans l'ordre de succession au trône britannique ainsi qu'aux trônes des quatorze autres royaumes du Commonwealth, derrière son père.

## Biographie

### Naissance et baptême

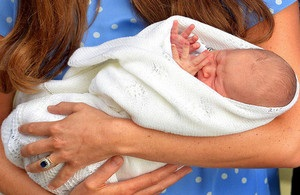
Le prince George lors de sa sortie du St Mary's Hospital.

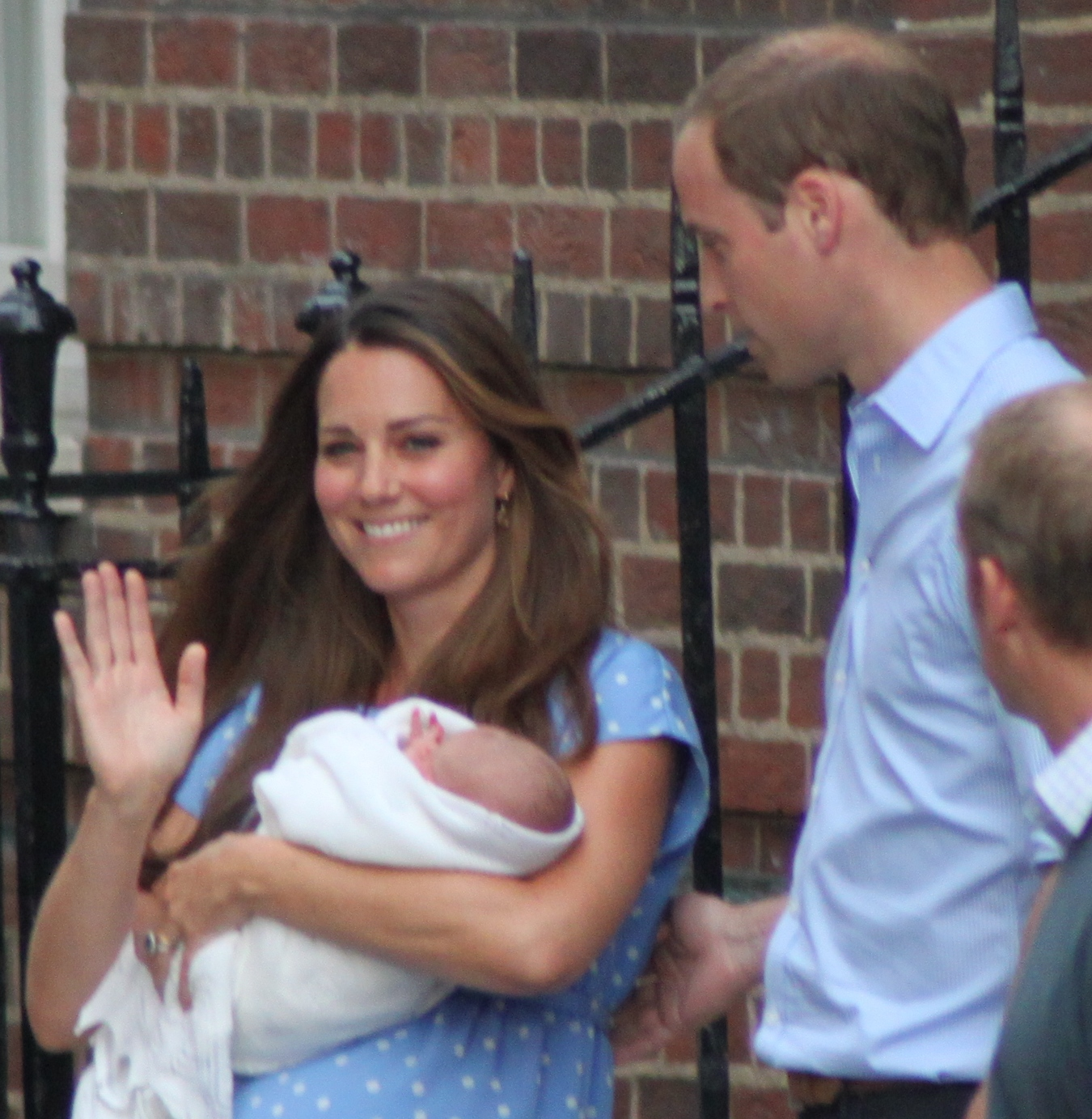
Le prince George dans les bras de sa mère, la duchesse de Cambridge, lors de sa sortie du St Mary's Hospital.

Annoncée le 3 décembre 2012, la grossesse de Catherine Middleton, alors duchesse de Cambridge, et la naissance espérée de l'enfant attirent l'attention de médias à grande diffusion dans de nombreux pays, en particulier au Royaume-Uni et dans les royaumes du Commonwealth. Plus d'une semaine avant sa naissance, le Washington Post le qualifie d'« enfant le plus célèbre au monde ».
George naît le 22 juillet 2013 à 16 h 24 (heure locale BST),, au St Mary's Hospital de Paddington à Londres, sous le règne de son arrière-grand-mère, la reine Élisabeth II. Il pèse 3,8 kg. Le 24 juillet au soir, il est annoncé que le nouveau-né sera appelé George Alexander Louis. George serait une référence à George VI, père d'Élisabeth II, et à George Ier, le premier monarque de la maison de Hanovre à monter sur le trône britannique ; Alexander serait lié au deuxième prénom d'Élisabeth II (Alexandra) et au premier prénom de la reine Victoria (Alexandrina) ; et enfin Louis serait lié à Louis Mountbatten, le dernier vice-roi de l'Inde britannique qui est mort assassiné par l'IRA provisoire. Sa naissance est annoncée officieusement par le crieur Tony Appleton, cependant, sa démarche solennelle fera croire à une annonce officielle aux journalistes sur place.
Le prince George est baptisé le 23 octobre 2013 par l'archevêque de Canterbury, Justin Welby. Contrairement à la tradition récente de la famille royale britannique, la cérémonie n'a pas lieu dans le salon à musique du palais de Buckingham (comme ce fut le cas pour son père ou son grand-père) mais dans la chapelle royale du palais Saint James. De manière plus traditionnelle, l'enfant porte une réplique de la robe de baptême de la fille aînée de la reine Victoria.
À l'occasion de son baptême, sept parrains et marraines sont désignés. Les parents optent pour des proches plutôt que des membres de familles royales étrangères, tradition encore respectée au moment du baptême de William. Les parrains et marraines de George sont :
- Zara Phillips, cousine germaine de William, fille de la princesse Anne, princesse royale ;
- Hugh Grosvenor, 7e duc de Westminster (alors comte Grosvenor) dont la mère est l'une des marraines de William ;
- Jamie Lowther-Pinkerton, secrétaire particulier des princes William et Harry ;
- Oliver Baker, ami de Catherine et William depuis leurs études à l'université de St Andrews ;
- Emilia Jardine-Paterson, amie proche de Catherine ;
- Julia Samuel, amie proche de feue Diana Spencer ;
- William van Cutsem, ami d'enfance du prince William.

### Scolarité et éducation
Scolarisé en janvier 2016 à l'école maternelle Montessori Westacre, près du domicile familial à Anmer Hall, dans le Norfolk, le prince George entre à l'école préparatoire privée Thomas's (en) Battersea, à Londres en septembre 2017, où, en plus du programme habituel des enfants de son âge, il étudie la religion, le français, l’informatique, l’art, la technologie, la musique, le théâtre, le ballet et le latin. Il est rejoint en 2019 par sa sœur Charlotte, qui y effectue sa première année.
En mai 2020, en raison de la pandémie de Covid-19 qui frappe son pays, il poursuit sa scolarité tout en étant confiné chez lui afin d'éviter tout risque de contamination.
À partir de septembre 2022, le prince George fréquente l'école préparatoire privée Lambrook, située près du domicile familial.

### Activités royales
Du 7 au 28 avril 2014, le prince George, âgé de huit mois, accompagne ses parents pour son premier voyage officiel en Australie, où ils logent à la Maison de l'Amirauté à Sydney et à l'hôtel gouvernemental de Canberra, puis en Nouvelle-Zélande, où ils séjournent dans la maison du gouvernement à Wellington.
En septembre 2015, une étude réalisée par le cabinet Brand Finance, spécialisé dans l’évaluation de capital immatériel, évalue que le prince George, âgé de deux ans, a déjà apporté deux milliards de livres sterling aux caisses de son pays, soit plus de trois milliards d’euros.
George assiste pour la première fois au Trooping the Colour en 2015 ; il y participe ensuite tous les ans (sauf en 2020 et 2021, ces derniers ayant été annulés en raison de la pandémie de Covid-19). Le 22 avril 2016, il rencontre Barack Obama et son épouse à Kensington. La même année, George et Charlotte accompagnent leurs parents au Canada, puis en juillet 2017, les deux enfants les suivent en Pologne et en Allemagne.
En décembre 2016, il est présent pour la première fois à la messe de Noël à Sandringham.
En mars 2020, avec Charlotte et Louis, il applaudit les soignants dans une vidéo publiée par le palais de Kensington durant la pandémie de Covid-19. En septembre 2020, les Cambridge rencontrent David Attenborough. Enfin, en décembre 2020, les trois enfants assistent à leur premier tapis rouge.
Le 6 mai 2023, il est premier page d'honneur (accompagné de 3 autres pages d'honneurs) lors du couronnement de son grand-père, Charles III.

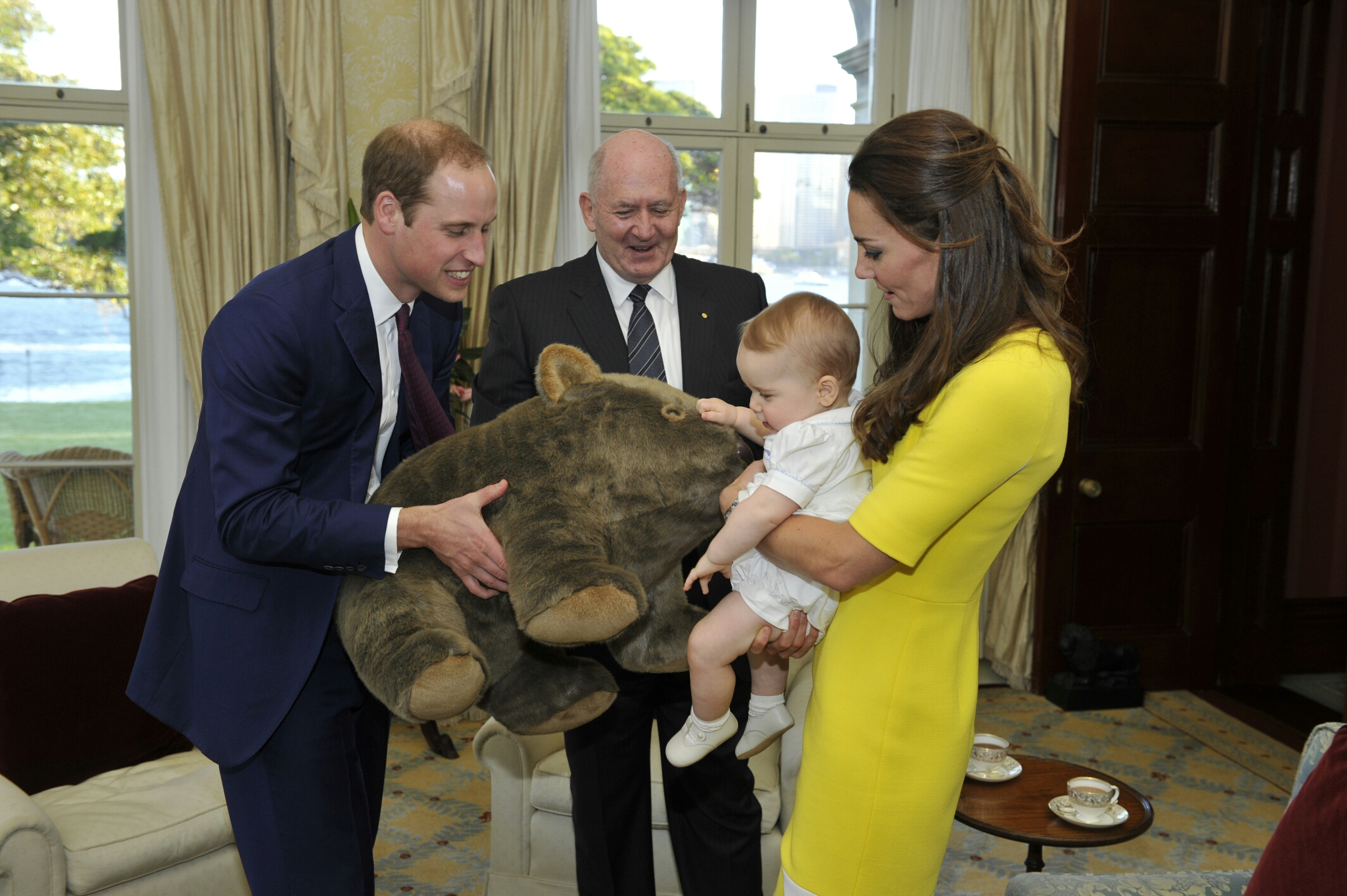
Le prince George reçoit un cadeau du gouverneur général d'Australie, Peter Cosgrove, en avril 2014.
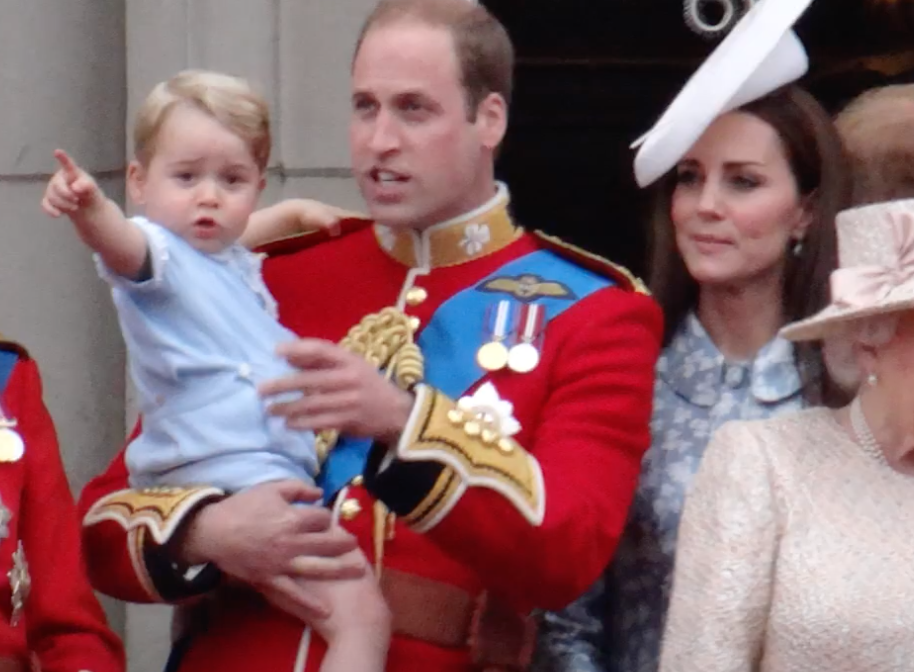
Le prince George, en 2015, lors de son premier Trooping the Colour.
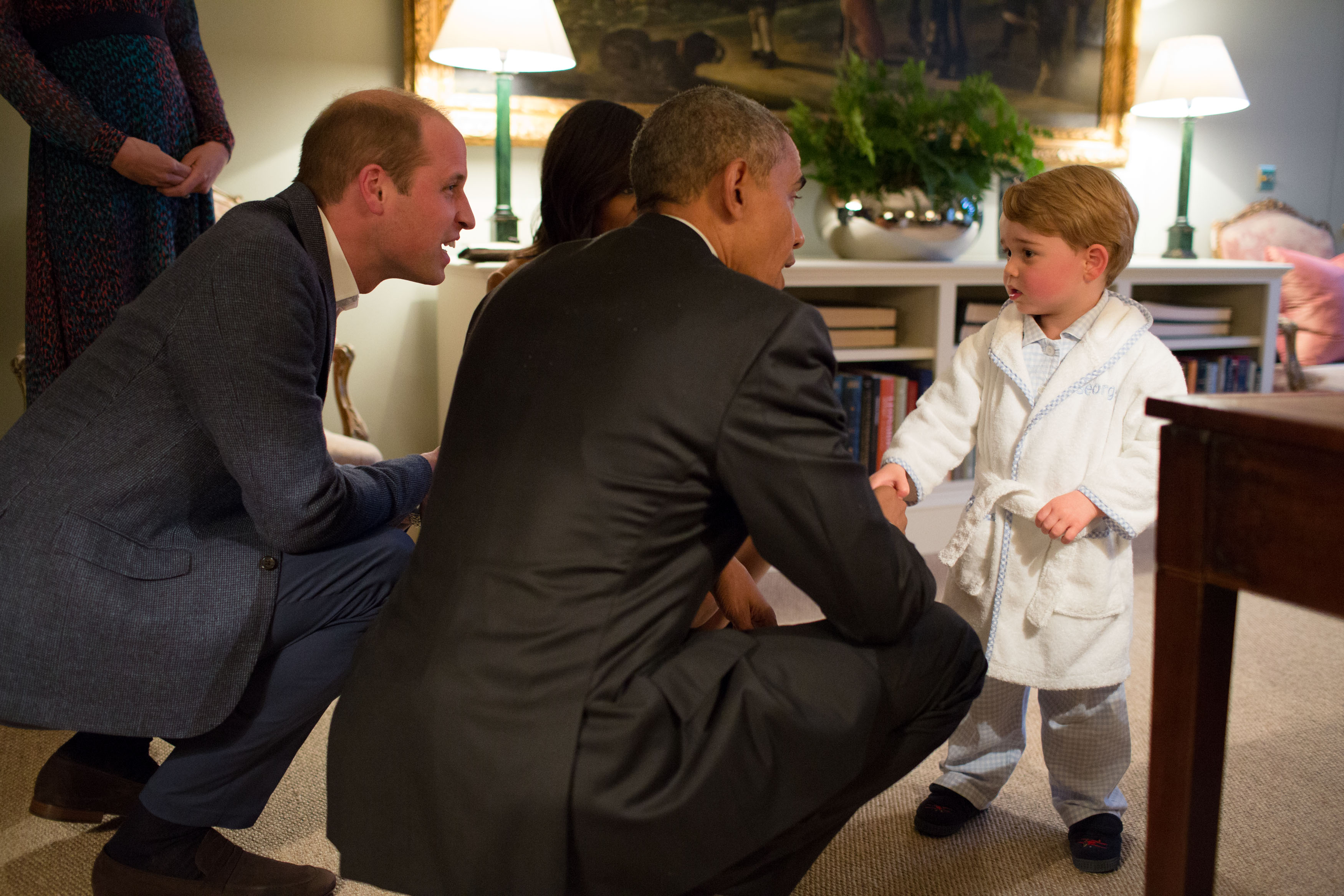
Le prince George rencontre le président des États-Unis, Barack Obama, en avril 2016.
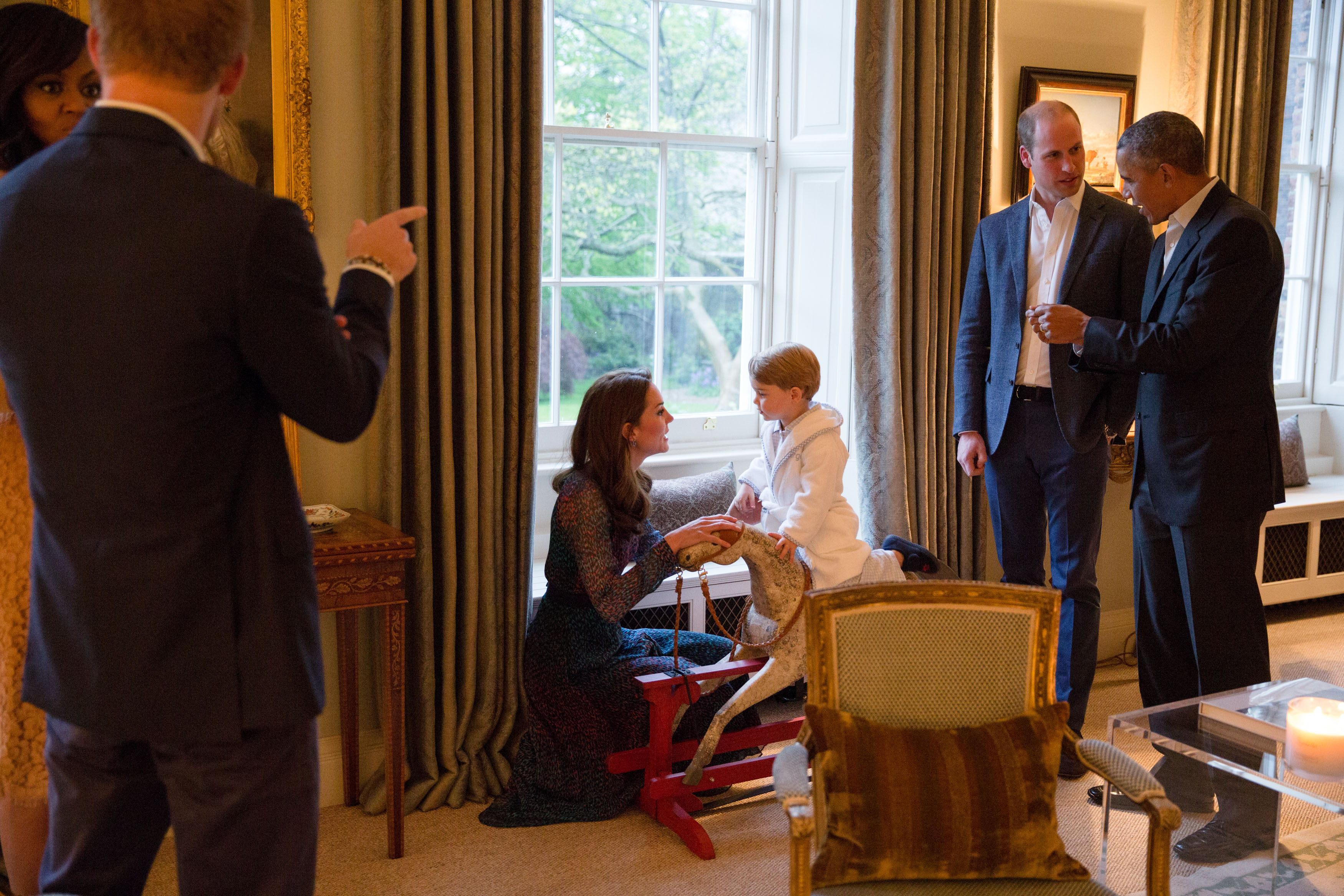
Le prince George avec ses parents et le couple Obama en avril 2016.

### Héritier de la Couronne
Deuxième dans l'ordre de succession au trône de son grand-père le roi Charles III, le prince George, s'il monte sur le trône à son tour après son père, et s'il choisit de conserver son prénom de naissance, règnera sur le Royaume-Uni sous le nom de George VII.

## Titulature
En tant que membre de la famille royale britannique, George de Galles est prince du Royaume-Uni de Grande-Bretagne et d'Irlande du Nord avec le prédicat d'altesse royale. Conformément aux lettres patentes signées le 31 décembre 2012, la reine Élisabeth II accorde à tous les enfants du fils aîné du prince de Galles le titre de « prince »,. À sa naissance, le prince George porte le nom de l'apanage de son père, c'est-à-dire, à ce moment-là, « de Cambridge ».
Il est connu sous les titres suivants :
- 22 juillet 2013 - 8 septembre 2022 : Son Altesse Royale le prince George de Cambridge[N 3],[25] (naissance) ;
- 8 septembre 2022 - 9 septembre 2022 : Son Altesse Royale le prince George de Cornouailles et de Cambridge ;
- depuis le 9 septembre 2022 : Son Altesse Royale le prince George de Galles.

## Dans la fiction
Le prince George est le personnage principal de la série d'animation américaine The Prince (2021).